# Freddy Adu
Fredua Koranteng "Freddy" Adu (Tema, 2. srpnja 1989.) bivši je američki nogometaš.

## Životopis
Adu je odrastao u lučkom gradu Tema u Gani, gdje je započeo igrati nogomet. Kad je imao osam godina, njegova majka je dobila američku vizu, te se njegova obitelj preselila u Washington DC. Ubrzo nakon dolaska, lokalni nogometni trener je prepoznao njegov talent, te je Adu zaigrao na U-14 turniru na kojem su nastupali i SS Lazio te Juventus. Aduova momčad je osvojila naslov, a on je proglašen za najboljeg igrača turnira, te ga je Milanski Inter želio dovesti u svoju omladinsku školu. Međutim, jer je Adu tada imao samo 10 godina, njegova majka je to odbila. 
U dobi od 12 godina, Adu prelazi u IMG Soccer Academy, te je 2004. godine debitirao u Major League Socceru sa samo 14 godina. Budući da je 2003. godine dobio američko državljanstvo, nastupio je i za reprezentaciju.

## Karijera
Adu je 2004. godine postao najmlađi američki sportaš u više od 100 godina koji je potpisao profesionalni ugovor s nekim klubom. Potpisao je za Washingtonski DC United, kao prvi izbor MLS SuperDrafta, te je iste godine osvojio i naslov prvaka MLS lige.  
Nakon odličnih nastupa, 11. prosinca 2006. godine potpisuje za Real Salt Lake. Međutim, u Salt Lake Cityu se nije dugo zadržao, te 28. srpnja 2007. godine prelazi u Lisabonsku Benficu za 2 milijuna dolara. Za novi klub je debitirao 14. kolovoza u kvalifikacijama Lige prvaka. Nakon dobrih početnih nastupa, Adu nije uspio zadržati mjesto u prvoj postavi, te do kraja sezone nastupio samo 11 puta. U srpnju 2008. godine prelazi na posudbu u AS Monaco, s mogućnošću da monegaški klub otkupi njegov ugovor na kraju sezone.
Slijedi niz odlazaka na posudbe u Portugal, Grčku i Tursku, nakon kojih se Adu, izgubivši mjesto u reprezentaciju, vraća u MLS. Dvije solidne godine u Philadelphia Unionu zainteresirale su brazilsku Bahiu za koju Adu potpisuje 2013. godine. Amerikanac se nije naigrao u Južnoj Americi pa ubrzo raskida ugovor i tek godinu dana kasnije ponovno postaje član jednog kluba - Jagodine. I dalje bez forme, 26-godišnjak odigrao je tek pokoju utakmicu u kupu. Sljedeća destinacija bila je Finska, a nesretni Adu završava u rezervnoj momčadi zbog niza ozljeda među igračima KuPs-a. Konačno, u ljeto 2015. godine dogovara prelazak u drugi rang američkog nogometa, s klubom Tampa Bay Rowdies.